# Dolná Ves
Dolná Ves este o comună slovacă, aflată în districtul Žiar nad Hronom din regiunea Banská Bystrica. Localitatea se află la altitudinea de 418 m deasupra n.m., se întinde pe o suprafață de 2,37 km2 și în 2017 număra 243 de locuitori.

## Istoric
Localitatea Dolná Ves este atestată documentar din 1429.

## Demografie
| An:                | 1994 | 2004   | 2014   | 2024   |
| ------------------ | ---- | ------ | ------ | ------ |
| Număr de persoane: | 242  | 227    | 235    | 234    |
| Diferență:         |      | −6,19% | +3,52% | −0,42% |

| An:                | 2023 | 2024   |
| ------------------ | ---- | ------ |
| Număr de persoane: | 231  | 234    |
| Diferență:         |      | +1,29% |